# Kanton Laval-1
 Laval-1 is een kanton van het Franse departement Mayenne. Het kanton maakt deel uit van het arrondissement Laval.
In 2020 telde het 19.392 inwoners.

Het kanton werd gevormd ingevolge het decreet van 21 februari 2014, met uitwerking op 22 maart 2015, met Laval als hoofdplaats.

## Gemeenten
Het kanton omvat enkel een (zuidwestelijk) deel van de  gemeente Laval